# Юрченко Ігор Валентинович
Ігор Валентинович Юрченко (14 квітня 1966) — український і радянський хокеїст, захисник. Гравець національної збірної України.

## Спортивна кар'єра
До хокейної секції прийшов разом з Олегом Лусканем, однолітком з їхнього двору, але з першого разу не потрапив до групи. Юрію Сапетному не сподобався хлопчина, який уникав силових зіткнень. Зробивши правильні висновки, з другої спроби був прийнятий до команди 1966 р.н., яку на той час очолював Анатолій Дулін. Декілька разів викликався до юнацької і молодіжної збірних Радянського Союзу. Його участь обмежувалася зборами, на відміну від партнерів — Олега Посметьєва і Володимира Єловикова.
1984 був призваний на військову службу, яку проходив в одній з частин Києва. Інколи вдавалося брати участь у хокейних матчах. Після двох років було тяжко повернуся до необхідних кондицій. Спочатку виступав за ШВСМ (Київ), потім — талліннський «Таллекс» і нефтекамський «Торос». Разом з Олегом Синьковим поїхав до Великої Британиї, де грали за «Траффорд Метрос» з Манчестера. З іншим українцем, Василем Василенком — в ірландському «Castlereagh Knights» (Белфаст).
В середині 90-х повернувся до України, захищав кольори київських команд «Сокіл» і «Беркут». З «Беркутом» по два рази здобував перемоги в чемпіонаті Східно-Європейської хокейної ліги і чемпіонаті України. На початку 2000-х грав за шведські клуби нижчих дивізіонів, а завершив кар'єру в «Беркуті» з Броварів (сезон 2004/05).
У складі національної збірної брав участь у чемпіонатах світу 1996 і 1997 років (обидва — група «С»). На цих змаганнях провів 12 ігор і відзначився закинутою шайбою.

## Статистика
Показники виступів у міжнародних хокейних лігах (українські команди):
| Сезон                     | Команда                   | Ліга                      | І   | Г | П  | 0  | Штр |
| ------------------------- | ------------------------- | ------------------------- | --- | - | -- | -- | --- |
| 1995-96                   | «Сокіл» (Київ)            | МХЛ                       | 32  | 2 | 4  | 6  | 20  |
|                           | «Сокіл» (Київ)            | СЄХЛ                      | 2   | 0 | 1  | 1  | 0   |
| 1997-98                   | «Сокіл» (Київ)            | СЄХЛ                      | 46  | 2 | 10 | 12 | 42  |
| Усього за «Сокіл»         | Усього за «Сокіл»         | Усього за «Сокіл»         | 80  | 4 | 15 | 19 | 62  |
| 1998-99                   | «Беркут» (Київ)           | СЄХЛ                      | 44  | 2 | 6  | 8  | 12  |
| 1999-00                   | «Беркут» (Київ)           | СЄХЛ                      | 49  | 1 | 12 | 13 | 32  |
| 2000-01                   | «Беркут» (Київ)           | СЄХЛ                      | 32  | 2 | 10 | 12 | 16  |
| 2001-02                   | «Беркут» (Київ)           | СЄХЛ                      | 9   | 0 | 1  | 1  | 0   |
| Усього за «Беркут» (Київ) | Усього за «Беркут» (Київ) | Усього за «Беркут» (Київ) | 134 | 5 | 29 | 34 | 60  |

У складі збірної на чемпіонатах світу:
| Рік                | Команда            | Турнір             | Місце              | І  | Г | П | О | ШХ |
| ------------------ | ------------------ | ------------------ | ------------------ | -- | - | - | - | -- |
| 1996               | Україна            | група «С»          | 2-е                | 7  | 1 | 4 | 5 | 6  |
| 1997               | Україна            | група «С»          | 1-е                | 5  | 0 | 0 | 0 | 4  |
| Національна збірна | Національна збірна | Національна збірна | Національна збірна | 12 | 1 | 4 | 5 | 10 |

## Досягнення
- Чемпіон СЄХЛ (2): 2000, 2001
- Чемпіон України (2): 2000, 2001